# Synfig
Synfig es un editor de gráficos vectoriales y una herramienta libre de animación por computadora creada por Robert Quattlebaum con la ayuda adicional de Adrian Bentley, diseñado para producir películas animadas con pocas personas y recursos.

## Historia
Synfig se diseñó originalmente para el ahora desaparecido Voria Studios, pero fue lanzado en 2005 bajo la licencia GNU General Public License.

## Características
Al ser una verdadera aplicación con front-end and back-end, es posible diseñar una animación en el software front-end, "Synfig Studio", y renderizarla posteriormente en el back-end, "Synfig Tool", utilizando otra computadora que no requiera una pantalla gráfica conectada.
La meta de los programadores es crear una herramienta capaz de producir una película de animación de calidad con menos gente y recursos. Al estar basado en vectores elimina la tarea del tweening manual, produciendo una suave y fluida animación sin que el animador tenga que dibujar cada cuadro individualmente.
También hay una amplia variedad de efectos en tiempo real que pueden ser aplicados en capas o grupos de capas, como borroneado radial (blur), reformas de colores, los que son independientes de la resolución de renderizado. Otras características incluyen controlar y animar el ancho de las líneas con puntos de control individuales, y la habilidad de enlazar datos relacionar datos de un objeto con otro.

## Usos

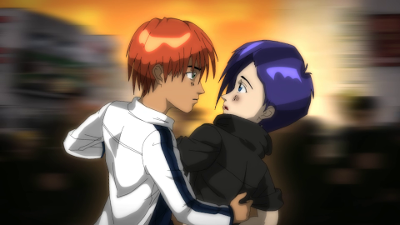
Morevna Project

En mayo de 2008 (first blog entry the November 1st 2007), un grupo de voluntarios rusos inició un proyecto de película de animación llamado Morevna Project usando Synfig, basado en un cuento popular Marya Morevna, reescrito como ciencia ficción anime. Han realizado actualizaciones desde entonces en el sitio del proyecto Morevna incluyendo una video de demostración Free Software Magazine contenía un artículo sobre el proyecto.